# Молошок, Лев Моисеевич
Лев Моисеевич Молошок (1926—2005) — конструктор точных измерительных приборов, лауреат Ленинской премии 1964 года.
С 1952 года работал в НИИ-648 (с апреля 1966 года НИИ точных приборов). По состоянию на 1963 год — заместитель главного конструктора.
С 1962 года принимал участие в создании системы сближения и стыковки космических кораблей «Игла», над которой НИИ-648 работал по техническому заданию ОКБ-1 (НПО «Энергия»).
Предложил метод измерения скорости сближения при непрерывном излучении, обеспечивающий требуемую точность измерения радиальной скорости сближения без серьезных аппаратурных затрат. За эту работу в 1964 году присуждена Ленинская премия.
Кандидат технических наук (1963).
Умер в 2005 году. Похоронен на Востряковском (центральном) кладбище.